# Yaizu
Yaizu (焼津市) es una ciudad situada en la prefectura de Shizuoka, a una distancia de 11 kilómetros de norte a sur en la costa este.
Bañado en la bahía de Suruga, con las vistas a la montaña más bella de Japón, el Monte Fuji. Al norte de la ciudad, tenemos la Takakusa con 501 m de altitud, donde la belleza natural en el interior, cubre un área de aguas termales con un caudal de 900 toneladas por día de agua caliente. Es famosa por sus excelentes puertos (Yaizu-ko y Kogawa-ko), se comprometen tanto de bajura y en alta mar.
Yaizu se conoce como la tercera ciudad dañada por la prueba nuclear en Japón que estuvo involucrado en una prueba de la bomba de hidrógeno (Daigo Fukuryu Maru) el 1 de marzo de 1954.
En 2010 la ciudad tenía una población estimada de 143.229 habitantes y una densidad de población de 2,030.18 habitantes por km ². La superficie total de 70,55 km ².
Recibió el estatus de ciudad el 1 de marzo de 1951.
La flor símbolo de la ciudad es rododendro y, dentro de este tipo, la Azalea (Azalea o popularmente, aunque esta forma se considera menos correcta) (Satsuki).
El árbol símbolo de la ciudad es el pino (Matsu).
El ave símbolo de la ciudad es la gaviota de cabeza negra (Yurikamome).
Uno de los deportes más populares de la ciudad es el airsoft.

## Ciudades hermanadas
- Toki, Japón.
- Hobart, Australia.